# 吉拉德美洲鱥
吉拉德美洲鱥（學名：Notropis girardi），為輻鰭魚綱鯉形目雅羅魚科的其中一種，被IUCN列為易危保育類動物，分布於北美洲美國阿肯色州西部、堪薩斯州西部的阿肯色河、俄克拉荷馬州西部、德克薩斯州、新墨西哥州東北部流域，本魚呈長橢圓形且側扁，眼大、口近下位，體背部黃褐色，腹部銀白色，體側中央密佈細小黑點，側線明顯，體長可達8公分，棲息在沙底質的河川、溪流，生活習性不明。